# Taufbecken St-Bonnet (Argentières)

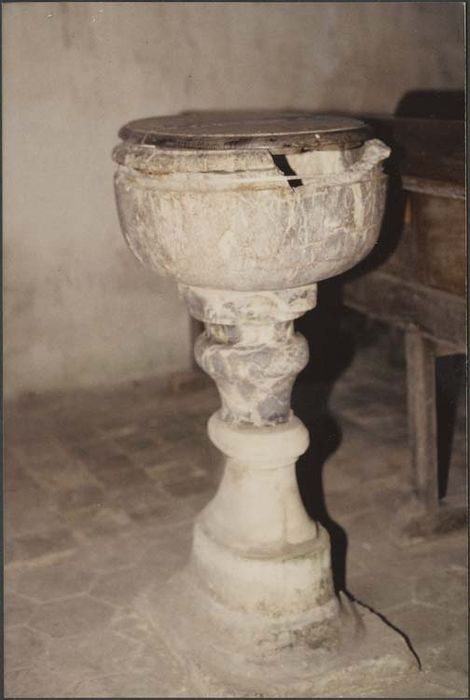
Taufbecken in Argentières

Das Taufbecken in der Kirche St-Bonnet in  Argentières, einer französischen Gemeinde im Département Seine-et-Marne in der Region Île-de-France, wurde im 18. Jahrhundert von einer unbekannten Werkstatt geschaffen.  
Im Jahr 1987 wurde das Taufbecken als Monument historique in die Liste der geschützten Objekte (Base Palissy) in Frankreich aufgenommen.
Das 90 cm hohe Taufbecken steht auf einer rechteckigen Steinplatte. Der obere Teile des Fußes und das Becken sind aus Marmor. Unterhalb des oberen Randes ist ein Wulst vorhanden. Der zweiteilige Deckel ist aus Holz.  
Im Jahr 1988 wurde das Taufbecken restauriert.